# Ajoblanco
Ajoblanco, tradotto letteralmente in italiano come "aglio bianco", è una zuppa fredda molto famosa nella cucina andalusa (principalmente nelle città di Granada, Jaén, Cordoba, Malaga e Almeria e nella regione di Estremadura). È fatta da pane, mandorle schiacciate, aglio, olio d'oliva e acqua. La si consuma accompagnandola con uva o fette di melone.

## Sagre e feste
La popolarità dell'ajoblanco è tale che è associata ad alcune sagre della regione.
- Nel paese di Almáchar (Malaga) c'è una sagra dedicata all'Ajoblanco che si celebra il primo sabato di settembre[1]
- Nel paese di Herrera del Duque (Badajoz) si celebra una gara con l'ajoblanco durante la festa del 15 agosto.